# JSLint
JSLint je alat za statičku analizu koda koji se koristi u razvoju softvera radi provere da li se izvorni kod napisan u Javaskripti kompilira za određeni stil kodiranja. Prevashodno je predstavljen kao onlajn alat, ali takođe postoje i adaptacije koje se mogu koristiti putem komandne linije. Razvio ga je Daglas Krokford.

## Licenca
JSLint licenca je derivat MIT licence. Jedina modifikacija licence je dodatak fraze koja kaže da će "Softver biti korišćen za dobro, a ne zlo."
Prema Zadužbini za slobodni softver, ova klauza čini da licenca ne bude besplatna. Ova klauza takođe sprečava softvere vezane za JSLint da budu dostupni na Gugl kodu, kao i da budu uključeni u Debijanova skladišta besplatnih paketa. Prema Krokfordovim rečima, zbog ovakvih restrikcija, IBM je tražio da promeni licencu i omogući činjenje zla, takvog da bi ih njihovi korisnici mogli koristiti.

## Dodatna literatura
- Doernhoefer, Mark (2006). „JavaSkript”. SIGSOFT Softw. Eng. Notes. 31 (4): 16—24. doi:10.1145/1142958.1142972. Приступљено 12. 3. 2010.

- Dodatak C u: Krokford, Daglas (Maj 2008). JavaSkript: Dobri delovi (1 izdanje). Izdavačka kuća O'Reili medija.  0-596-51774-2
- Deo 'Izvršavanje provere sintakse JavaSkript koda sa JSLint-om', Strane 143-145 u: Asleson, Rajan; Nataniel T. Šuta (2005-10-14). Temelji Ajaxa (1 izdanje). Izdavačka kuća Apres.

## Spoljašnje veze
- Zvanični veb-sajt